# Thaumatomyia indica
Thaumatomyia indica är en tvåvingeart som beskrevs av Cherian 1990. Thaumatomyia indica ingår i släktet Thaumatomyia och familjen fritflugor. Inga underarter finns listade i Catalogue of Life.